# Edith Barakovich
Edith Barakovich (auch Edith de Barakowitz, geboren 14. Februar 1896 in Semlin, Österreich-Ungarn; gestorben 11. Dezember 1940 in Casablanca) war eine österreichische Fotografin.

## Leben
Edith Barakovich machte zwischen 1913 und 1915 in Wien eine Fotografenlehre im Atelier d’Ora der Wiener Gesellschafts- und Modefotografin Dora Kallmus und besuchte die Graphische Lehr- und Versuchsanstalt. Nach dem Abschluss der Ausbildung in die Wiener Photographische Gesellschaft (PhG) aufgenommen, meldete sie 1918 ein Gewerbe als Fotografin in Wieden (Wien) an. Sie wurde eine Gesellschafts-, Porträt- und Modefotografin und porträtierte so in ihrem Atelier Komponisten, Musiker und Schriftsteller, wie Adolf Cluss, Egon Friedell, Ludwig Hirschfeld, Alexander Lernet-Holenia, Oscar Straus, Richard Strauss und Felix Salten. Ihre Fotos erschienen in vielen Wiener Zeitungen und Zeitschriften.
Barakovich heiratete den Wiener Drehbuchautor Paul Frank und hielt sich mit ihm eine Zeitlang in Berlin auf. Nach der Machtübergabe an die Nationalsozialisten 1933 mussten sie nach Wien zurückkehren. Nach dem Anschluss Österreichs 1938 flohen sie gemeinsam nach Frankreich, wo Frank nur noch von den Tantiemen leben konnte. Sie suchten in Paris um ein Auswanderungsvisum in die USA an, was sich aber hinzog. So mussten sie im Juni 1940 bei der deutschen Eroberung Frankreichs nach Bordeaux fliehen, wo sie als Ausländer in einem Internierungslager inhaftiert wurde. Alles zurücklassend, flohen sie von dort bei Bayonne über die spanische Grenze. Sie gelangten nach Casablanca in Französisch-Marokko, das nun zu Vichy-Frankreich gehörte. Dort warteten sie auf ein Affidavit und eine Passage zur Weiterreise in die Vereinigten Staaten. Als die Einreisevisa für die USA eintrafen, waren die Ausreisevisa abgelaufen und mussten in Vichy erneut beantragt werden. In dieser als ausweglos empfundenen Situation nahm Barakovich sich am 11. Dezember 1940 mit Veronal das Leben. Frank gelang drei Monate später tatsächlich die Weiterfahrt.

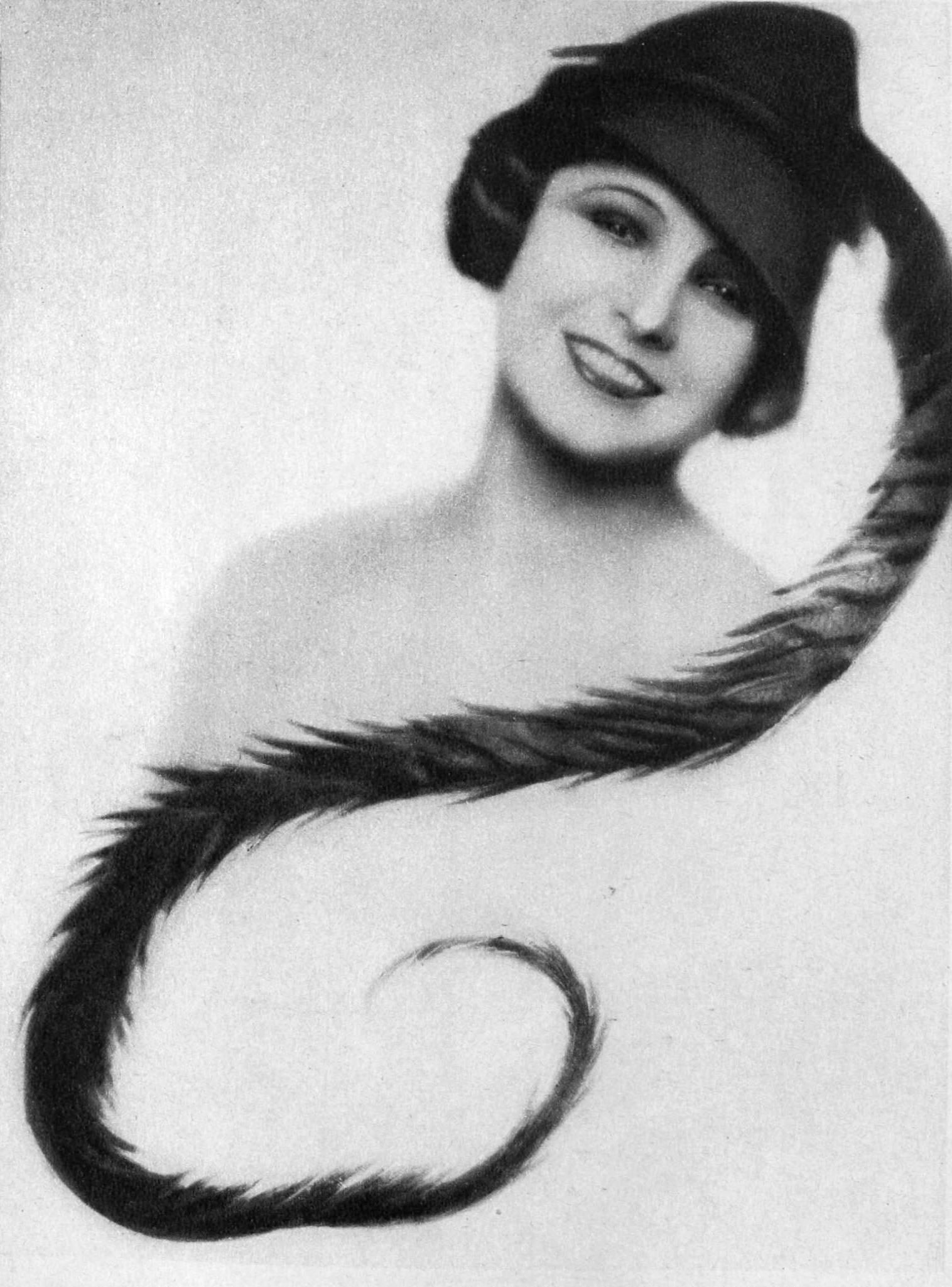
La Jana
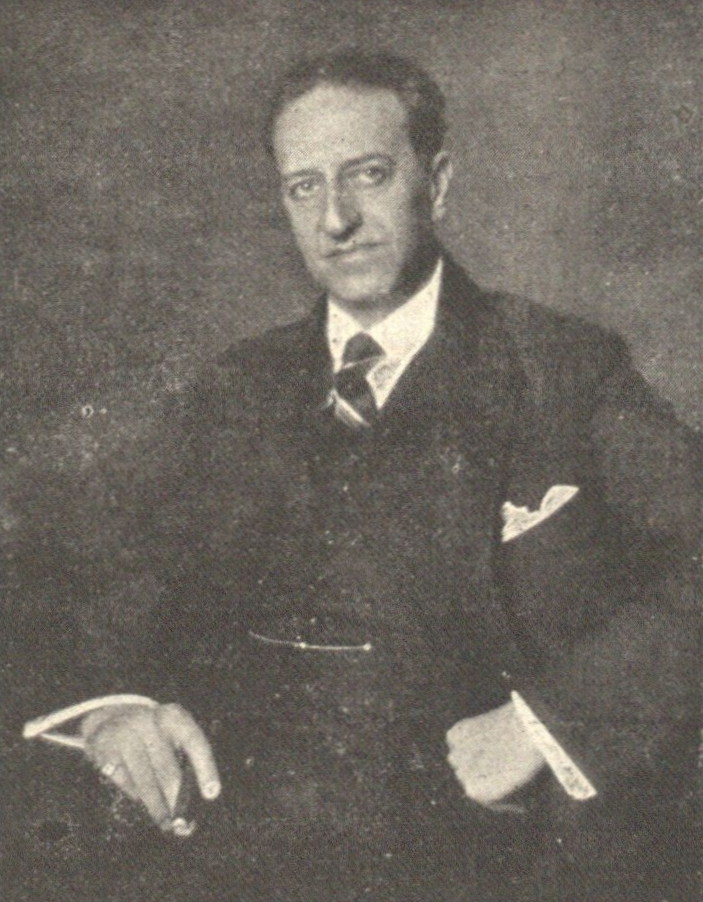
Oscar Straus
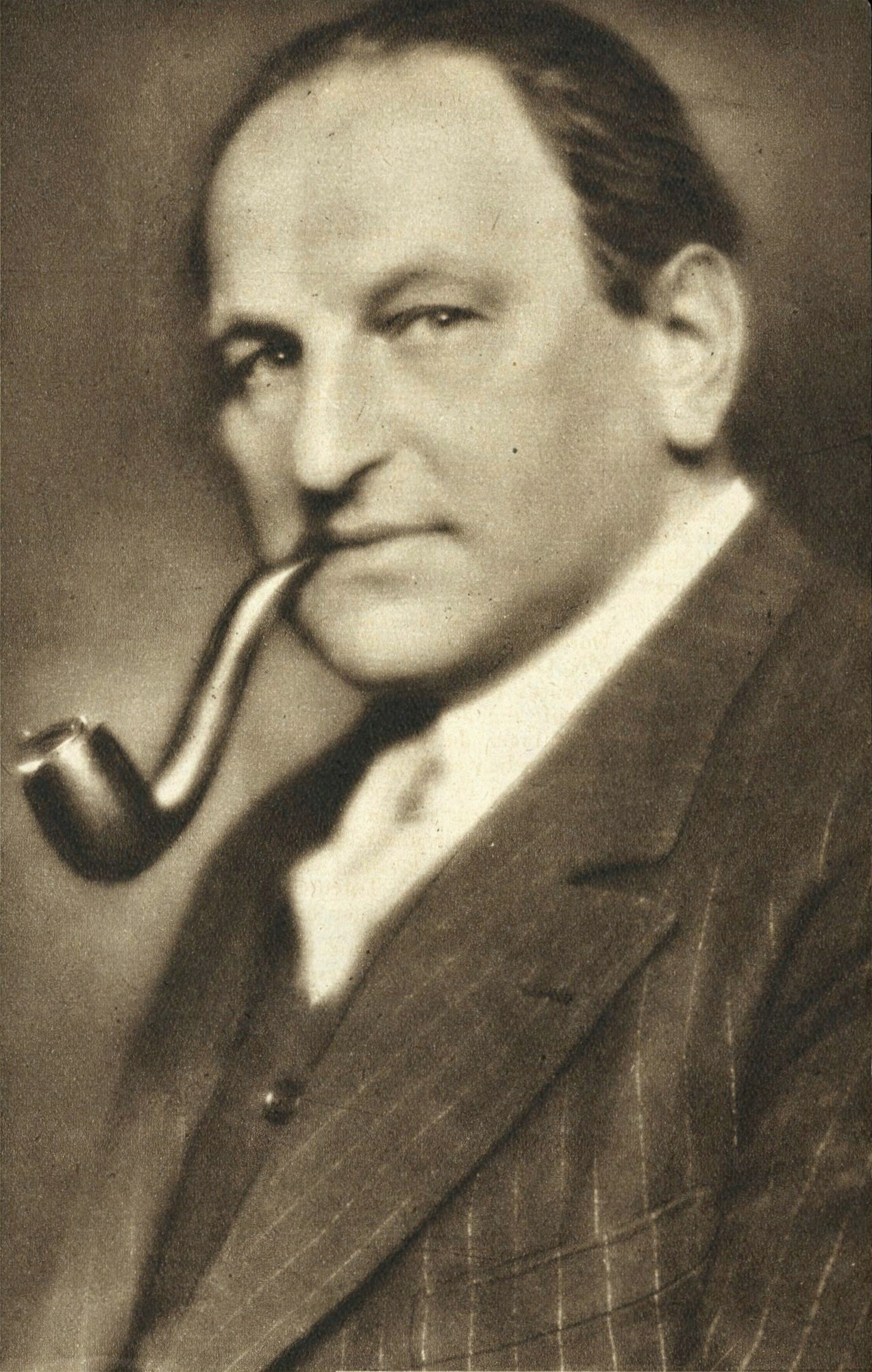
Egon Friedell
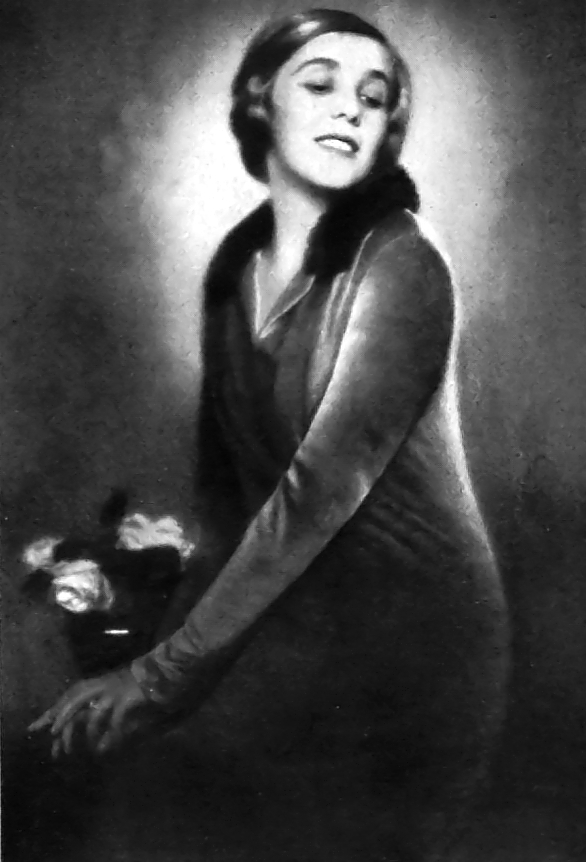
Lili Darvas
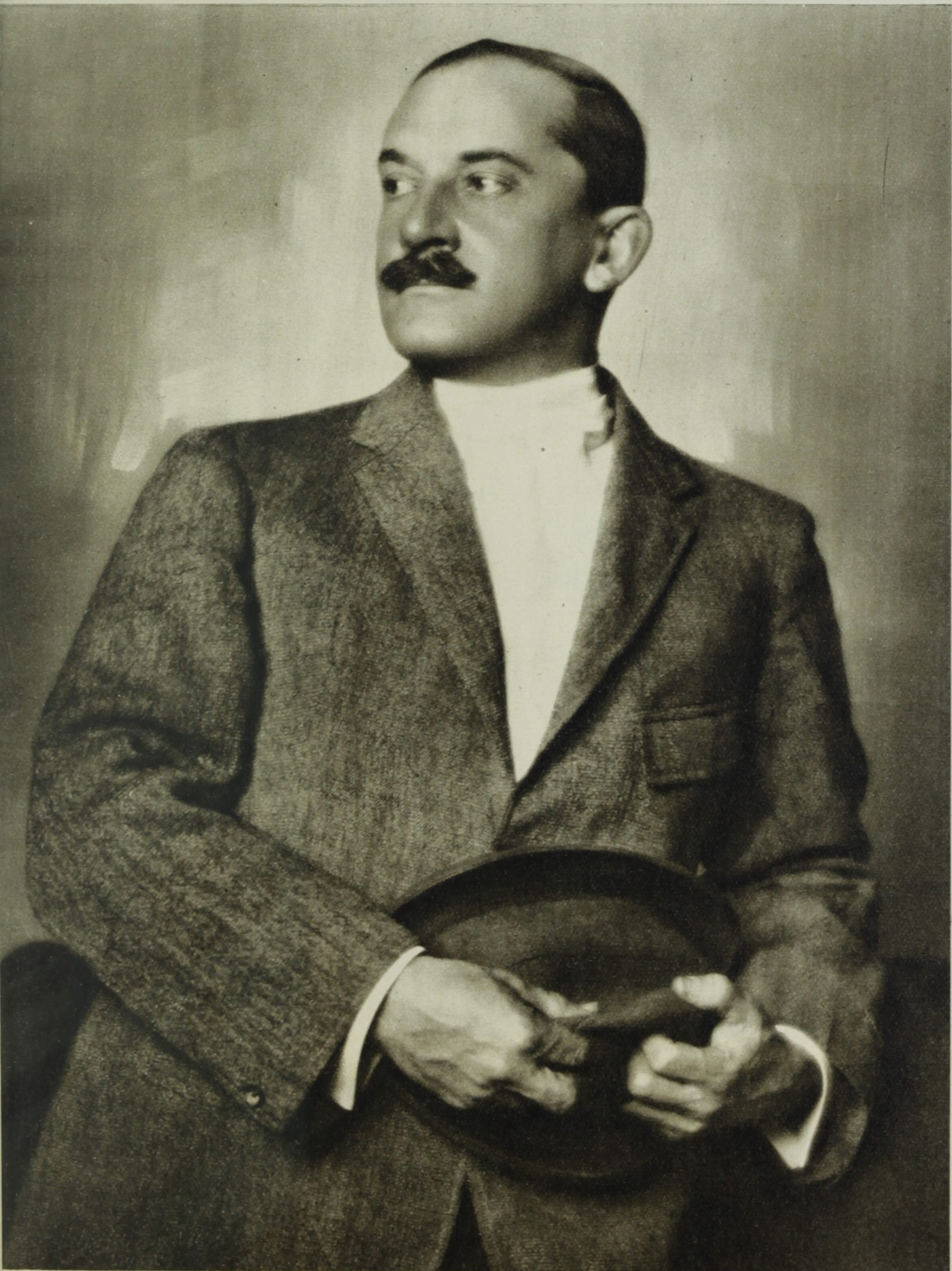
John Quincy Adams
Lilliana Weinman Teruzzi